# 亨里克·伊萬尼克
亨里克·伊萬尼克（英語：Henryk Iwaniec，1947年10月9日—），波兰裔美国数学家，自1987年起担任罗格斯大学教授。

## 生平
伊万涅茨1972年获华沙大学哲学博士学位，师从安杰伊·申策尔。1983年担任波兰科学院数学学部院士，之后离开波兰前往美国，历任普林斯顿高等研究院、密歇根大学、科罗拉多大学波德分校和罗格斯大学数学教授。
伊万涅茨的研究方向是筛法和深度复分析技术，主攻自守形式和调和分析理论。
1997年，伊万涅茨与约翰·弗里德兰德共同证明了a2 + b4形式素数的无限存在。此前，学界普遍认为这种强度的结果很难找到，而伊万涅茨与弗里德兰德结合筛法及其他理论，一般不能分辨出质数和半素数。
2001年，伊万涅茨获得第7个奥斯特罗夫斯基奖。颁奖词写道：“伊万涅茨研究的特点是对问题的难点有深度、深刻的理解，以及难以超越的技术。他对解析数论，尤其采用一般线性群(2)和筛论的模形式。”

## 荣誉
1995年入选美国文理科学院院士，2002年获得第14个柯爾獎数论奖。2006年入选美国国家科学院。2011年获勒罗伊·斯蒂尔奖数学解释奖。2012年入选美国数学学会会士。2015年获邵逸夫奖数学奖。2017年凭借与约翰·弗里德兰德合著的筛法著作《Opera de Cribro》获美国数学学会杜布奖。

## 著作
- Iwaniec, Henryk. . Providence: American Mathematical Society. 1997. ISBN 978-0-8218-0777-4.
- Iwaniec, Henryk.  2nd. Providence: American Mathematical Society. 2002. ISBN 978-0-8218-3160-1.
- Iwaniec, Henryk; Emmanuel Kowalski. . Providence: American Mathematical Society. 2004. ISBN 978-0-8218-3633-0.
- Iwaniec, Henryk; J. B. Friedlander; D. R. Heath-Brown; J. Kaczorowski. . Berlin: Springer. 2006. ISBN 978-3-540-36363-7.
- Friedlander, John; Iwaniec, Henryk. . Providence: American Mathematical Society. 2010. ISBN 978-0-8218-4970-5.

## 延伸阅读
- Cipra, Barry Arthur. . Science. 1998, 279 (5347): 31. Bibcode:1998Sci...279...31C. doi:10.1126/science.279.5347.31.